# Champigny (Yonne)
Champigny és un municipi francès, situat al departament del Yonne i a la regió de Borgonya - Franc Comtat. L'any 2007 tenia 2.038 habitants.

## Demografia

### Població
El 2007 la població de fet de Champigny era de 2.038 persones. Hi havia 783 famílies, de les quals 202 eren unipersonals (80 homes vivint sols i 122 dones vivint soles), 266 parelles sense fills, 285 parelles amb fills i 30 famílies monoparentals amb fills.
La població ha evolucionat segons el següent gràfic:
Habitants censats

### Habitatges
El 2007 hi havia 1.008 habitatges, 795 eren l'habitatge principal de la família, 127 eren segones residències i 87 estaven desocupats. 958 eren cases i 31 eren apartaments. Dels 795 habitatges principals, 674 estaven ocupats pels seus propietaris, 104 estaven llogats i ocupats pels llogaters i 17 estaven cedits a títol gratuït; 9 tenien una cambra, 55 en tenien dues, 182 en tenien tres, 245 en tenien quatre i 304 en tenien cinc o més. 487 habitatges disposaven pel capbaix d'una plaça de pàrquing. A 370 habitatges hi havia un automòbil i a 357 n'hi havia dos o més.

### Piràmide de població
La piràmide de població per edats i sexe el 2009 era:
| Homes | Edats   | Dones |
| ----- | ------- | ----- |
| 0     | 95 o +  | 0     |
| 8     | 90 a 94 | 4     |
| 12    | 85 a 89 | 12    |
| 16    | 80 a 84 | 16    |
| 36    | 75 a 79 | 52    |
| 40    | 70 a 74 | 56    |
| 36    | 65 a 69 | 56    |
| 48    | 60 a 64 | 32    |
| 40    | 55 a 59 | 36    |
| 72    | 50 a 54 | 56    |
| 96    | 45 a 49 | 72    |
| 56    | 40 a 44 | 96    |
| 76    | 35 a 39 | 68    |
| 68    | 30 a 34 | 60    |
| 64    | 25 a 29 | 52    |
| 32    | 20 a 24 | 32    |
| 88    | 15 a 19 | 80    |
| 108   | 10 a 14 | 32    |
| 56    | 5 a 9   | 56    |
| 24    | 0 a 4   | 36    |

## Economia
El 2007 la població en edat de treballar era de 1.309 persones, 943 eren actives i 366 eren inactives. De les 943 persones actives 833 estaven ocupades (453 homes i 380 dones) i 110 estaven aturades (47 homes i 63 dones). De les 366 persones inactives 137 estaven jubilades, 86 estaven estudiant i 143 estaven classificades com a «altres inactius».

### Ingressos
El 2009 a Champigny hi havia 826 unitats fiscals que integraven 2.098 persones, la mediana anual d'ingressos fiscals per persona era de 18.393 €.

### Activitats econòmiques
Dels 61 establiments que hi havia el 2007, 1 era d'una empresa extractiva, 1 d'una empresa alimentària, 2 d'empreses de fabricació de material elèctric, 6 d'empreses de fabricació d'altres productes industrials, 9 d'empreses de construcció, 15 d'empreses de comerç i reparació d'automòbils, 3 d'empreses de transport, 2 d'empreses d'hostatgeria i restauració, 1 d'una empresa immobiliària, 10 d'empreses de serveis, 8 d'entitats de l'administració pública i 3 d'empreses classificades com a «altres activitats de serveis».
Dels 14 establiments de servei als particulars que hi havia el 2009, 1 era una oficina de correu, 3 tallers de reparació d'automòbils i de material agrícola, 1 taller d'inspecció tècnica de vehicles, 2 paletes, 1 guixaire pintor, 3 fusteries, 1 lampisteria, 1 perruqueria i 1 restaurant.
Dels 3 establiments comercials que hi havia el 2009, 1 era una botiga de més de 120 m², 1 una botiga de menys de 120 m² i 1 una botiga de roba.
L'any 2000 a Champigny hi havia 12 explotacions agrícoles que ocupaven un total de 1.000 hectàrees.

## Equipaments sanitaris i escolars
El 2009 hi havia 1 psiquiàtric i 1 farmàcia.
El 2009 hi havia 1 escola maternal i 2 escoles elementals.

## Poblacions més properes
El següent diagrama mostra les poblacions més properes.